# ベリーエレガント
ベリーエレガント（Verry Elleegant）
(2015年10月12日 - 2024年2月18日) は、ニュージランド生産、フランス調教の競走馬である。2020年コーフィールドカップ、2021年メルボルンカップなどG1レース11勝。2020/21シーズンの豪年度代表馬。

## 戦績

### 2歳（2017・18年）
7月7日にニュージーランドのテラパ競馬場の条件戦でデビューし2着に入った。

### 3歳（2018・19年）
デビュー戦から1か月後、8月12日のルルアカ競馬場の未勝利戦で勝利を挙げる。9月12日のマタマタ競馬場の条件戦を勝利後に売却され、オーストラリアのダレン・ウィアー厩舎に移籍した。
オーストラリア移籍初戦となった10月6日のマニフォールドステークス（G2）は3着に入り、20日のエーテルステークス（G3）にて重賞初勝利を挙げた。その後、11月3日のウェイクフルステークス（G2）、G1初挑戦となる8日のケネディオークスに出走し、それぞれ5着と7着だった。
しかし、ダレン・ウィアー調教師が動物虐待と詐欺で告発されたため、シドニーのクリス・ウォラー厩舎に転厩した。
3ヶ月の休養を挟んで2月16日のザヴァニティ（G3）を2着、3月16日のファーラップステークス（G2）を勝利する。そして30日のヴァイナリースタッドステークスでG1初勝利、4月13日のオーストラリアンオークスでG1連勝を飾った。

### 4歳（2019・20年）
8月24日のウィンクスステークスで復帰するものの9着、9月21日のジョージメインステークスも4着と振るわなかったが、10月5日のヒルステークス（G2）を勝利した。その後、26日のコックスプレートに出走したが、リスグラシューから約10馬身離された12着に敗れた。
4ヶ月の休養後、2月15日のアポロステークス（G2）で復帰し4着、29日のチッピングノートンステークスと月21日のランヴェットステークスを2着と好走し、連闘で挑んだタンクレッドステークスでG1・3勝目を挙げた。その後、4月11日のクイーンエリザベスステークスで2着に入り4歳シーズンを終えた。

### 5歳（2020・21年）
8月22日のウィンクスステークスで勝利しG1・4勝目を挙げる。9月19日のジョージメインステークス4着を挟み、10月3日のターンブルステークス、17日のコーフィールドカップとG1を連勝した。その後、11月3日のメルボルンカップに出走するものの7着に敗れた。
年が明けて2月13日のアポロステークス（G2）で復帰して3着、チッピングノートンステークスでゴドルフィン所有のコレットとアヴィリオスを破って勝利を収め、3月27日のランヴェットステークスでアデイブを破ってG1・8勝目を挙げた。その後、クイーンエリザベスステークスに出走するがアデイブを捉え切れず2着と連覇を許す結果となった。

### 6歳（2021・22年）
8月21日のウィンクスステークスに出走し、前方から抜け出しを図るが残り200ｍでモウンガが襲い掛かり2着に敗れた。9月18日のジョージメインステークスでは4番手付近で中団を追走し、直線入口では5馬身ほどあった差をゴール前で鮮やかに逆転してG1・9勝目を飾った。その後、10月2日のターンブルステークスに出走するが好位から伸びを欠いて4着、23日のコックスプレートは最後方から外を回って3着だった。
11月3日のメルボルンカップに中9日で出走、ゲートを出るや内に切り込んで中団を確保し、向正面で位置を上げつつ直線に入ると持ったままの手応えで前を捉えに行き、2番手から最終コーナーで先頭に立った1番人気インセンティヴァイズを残り300mで捕らえて、そのまま突き抜ける4馬身差の圧勝でG1・10勝目を飾った。
年明けて2月12日のアポロステークスで復帰するも7着に敗れる。26日のチッピングノートンステークスでは残り100mで先頭に立ち、外から追い込んできたシーズアイディールの強襲を0.1馬身差でしのぎ切ってG1・11勝目を挙げた。
その後は3月19日のランドウィックステークスに出走して、直線ではモンテフィリアとの一騎打ちとなり、一時は迫ったもののモンテフィリアに突き放されて2着に敗れた。4月9日のクイーンエリザベスステークスでは馬群の外を回るが5着まであった。
5月12日に陣営はフランスのフランシスアンリ・グラファール厩舎に移籍することを表明。本馬は2400ｍ以上の距離で能力を発揮するステイヤーと表現し、国内では選択肢が限られるため、欧州で活躍させるために北半球で然るべき環境に置くべきとの声明文を公表した。

### 7歳（2022年）
8月21日フランス・ドーヴィル競馬場で行われたジャンロマネ賞で欧州デビューを果たす。スタート直後から最後方を進み、4コーナーから仕掛けるものの全く伸びずに最下位に終わった。その後、凱旋門賞挑戦を目指して9月11日のフォワ賞に出走し3着となる。しかし、凱旋門賞は出走枠の関係で場外濃厚のため特別登録を見送り、10月1日のロワイヤリュー賞に向かうも7着。そしてブリティッシュ・チャンピオンズ・フィリーズ&メアズステークス9着を最後に現役を引退した。

## 競走成績
以下は、JRA-VAN Ver. World、Racing Post、RACING.COMの情報に基づく。
| 競走日     | 競馬場               | 競走名                   | 格 | 距離（馬場）       | 頭数 | 枠番 | 馬番 | 着順 | タイム  | 着差       | 騎手           | 斤量 | 1着馬（2着馬）       |
| ---------- | -------------------- | ------------------------ | -- | ------------------ | ---- | ---- | ---- | ---- | ------- | ---------- | -------------- | ---- | -------------------- |
| 2018.07.07 | テラパ               | 条件戦                   |    | 芝1200m（Soft7）   | 07   | 01   |      | 02着 | -       |            | R.スマイス     | 54.0 |                      |
| 0000.08.12 | ルアカカ             | 未勝利戦                 |    | 芝1400m（Good4）   | 12   | 04   |      | 01着 |         |            | R.スマイス     | 55.0 |                      |
| 0000.09.12 | マタマタ             | 条件戦                   |    | 芝1400m（Soft7）   | 08   | 01   |      | 01着 |         |            | R.スマイス     | 56.5 |                      |
| 0000.10.06 | フレミントン         | マニフォールドS          | G2 | 芝1600m（Good3）   | 13   | 02   | 15   | 03着 | -       | 2馬身 1/2  | J.アレン       | 55.5 | Amphitrite           |
| 0000.10.20 | コーフィールド       | エーテルS                | G3 | 芝2000m（Soft6）   | 16   | 02   | 06   | 01着 | 2:05.56 | 1/2馬身    | J.アレン       | 55.0 | （Aristia）          |
| 0000.11.03 | フレミントン         | ウェイクフルS            | G2 | 芝2000m（Good3）   | 11   | 06   | 02   | 05着 | -       | 3馬身 1/2  | J.アレン       | 56.0 | Aristia              |
| 0000.11.08 | フレミントン         | ケネディオークス         | G1 | 芝2500m（Good4）   | 15   | 13   | 04   | 07着 | -       | 6馬身      | J.アレン       | 55.5 | Aristia              |
| 2019.02.16 | フレミントン         | ザヴァニティ             | G3 | 芝1400m（Good3）   | 10   | 10   | 02   | 02着 | -       | 1馬身      | J.マクドナルド | 57.5 | Amphitrite           |
| 0000.03.16 | ローズヒルガーデンズ | ファーラップS            | G2 | 芝1500m（Heavy10） | 09   | 01   | 11   | 01着 | 1:32.32 | 3馬身 1/2  | J.マクドナルド | 54.5 | （Seabrook）         |
| 0000.03.30 | ローズヒルガーデンズ | ヴァイナリースタッドS    | G1 | 芝2000m（Heavy9）  | 11   | 04   | 03   | 01着 | 2:08.99 | 1馬身 3/4  | J.マクドナルド | 56.0 | （Frankely Awesome） |
| 0000.04.13 | ランドウィック       | オーストラリアンオークス | G1 | 芝2400m（Good4）   | 14   | 11   | 01   | 01着 | 2:31.26 | 1馬身 3/4  | J.マクドナルド | 56.0 | （Scarlet Dream）    |
| 0000.08.24 | ランドウィック       | ウィンクスS              | G1 | 芝1400m（Good4）   | 10   | 03   | 10   | 09着 | -       | 3馬身 3/4  | J.マクドナルド | 56.5 | Samadoubt            |
| 0000.09.21 | ランドウィック       | ジョージメインS          | G1 | 芝1600m（Soft6）   | 09   | 06   | 11   | 04着 | -       | 3馬身 3/4  | J.マクドナルド | 56.5 | Avilius              |
| 0000.10.05 | ランドウィック       | ヒルS                    | G2 | 芝2000m（Soft6）   | 08   | 08   | 09   | 01着 | 2:05.03 | ハナ       | J.マクドナルド | 56.0 | （Samadoubt）        |
| 0000.10.26 | ムーニーヴァレー     | コックスプレート         | G1 | 芝2040m（Good4）   | 14   | 04   | 13   | 12着 | -       | 10馬身 1/2 | J.マクドナルド | 55.5 | Lys Gracieux         |
| 2020.02.15 | ランドウィック       | アポロS                  | G2 | 芝1400m（Soft7）   | 10   | 03   | 09   | 04着 | -       | 2馬身      | T.クラーク     | 57.0 | Alizee               |
| 0000.02.29 | ランドウィック       | チッピングノートンS      | G1 | 芝1600m（Good4）   | 13   | 08   | 13   | 02着 | -       | 1/2馬身    | J.マクドナルド | 57.0 | Te Akau Shark        |
| 0000.03.21 | ローズヒルガーデンズ | ランヴェットS            | G1 | 芝2000m（Soft5）   | 07   | 07   | 05   | 02着 | -       | 1/2馬身    | J.マクドナルド | 57.0 | Addeybb              |
| 0000.03.28 | ローズヒルガーデンズ | タンクレッドS            | G1 | 芝2400m（Soft7）   | 09   | 06   | 09   | 01着 | 2:31.25 | 4馬身 1/4  | J.マクドナルド | 56.5 | （Mustajeer）        |
| 0000.04.11 | ランドウィック       | クイーンエリザベスS      | G1 | 芝2000m（Heavy8）  | 12   | 02   | 12   | 02着 | -       | 2馬身 3/4  | N.ローウィラー | 57.0 | Addeybb              |
| 0000.08.22 | ランドウィック       | ウィンクスS              | G1 | 芝1400m（Soft6）   | 16   | 09   | 12   | 01着 | 1:23.26 | 短アタマ   | J.マクドナルド | 57.0 | （Star Of The Seas） |
| 0000.09.19 | ランドウィック       | ジョージメインS          | G1 | 芝1600m（Good4）   | 07   | 02   | 06   | 04着 | -       | 1馬身 3/4  | J.マクドナルド | 57.0 | Kolding              |
| 0000.10.03 | フレミントン         | ターンブルS              | G1 | 芝2000m（Good3）   | 15   | 09   | 09   | 01着 | 2:01.84 | 短アタマ   | M.ザーラ       | 55.5 | （Toffee Tongue）    |
| 0000.10.17 | コーフィールド       | コーフィールドC          | G1 | 芝2400m（Soft6）   | 18   | 08   | 07   | 01着 | 2:31.97 | アタマ     | M.ザーラ       | 55.0 | （Anthony Van Dyck） |
| 0000.11.03 | フレミントン         | メルボルンC              | G1 | 芝3200m（Good3）   | 23   | 15   | 07   | 07着 | -       | 4馬身      | M.ザーラ       | 55.5 | Twilight Payment     |
| 2021.02.13 | ランドウィック       | アポロS                  | G2 | 芝1400m（Soft7）   | 08   | 03   | 06   | 03着 | -       | 2馬身 1/4  | J.マクドナルド | 57.0 | Colette              |
| 0000.02.27 | ランドウィック       | チッピングノートンS      | G1 | 芝1600m（Soft6）   | 09   | 04   | 06   | 01着 | 1:35.49 | アタマ     | J.マクドナルド | 57.0 | （Colette）          |
| 0000.03.27 | ローズヒルガーデンズ | ランヴェットS            | G1 | 芝2000m（Soft7）   | 09   | 01   | 06   | 01着 | 2:03.99 | 1馬身      | J.マクドナルド | 57.0 | （Addeybb）          |
| 0000.04.17 | ランドウィック       | クイーンエリザベスS      | G1 | 芝2000m（Good4）   | 07   | 04   | 07   | 02着 | -       | 1/2馬身    | J.マクドナルド | 57.0 | Addeybb              |
| 0000.08.21 | ランドウィック       | ウィンクスS              | G1 | 芝1400m（Good4）   | 14   | 05   | 12   | 02着 | -       | アタマ     | J.マクドナルド | 57.0 | Mo'unga              |
| 0000.09.18 | ランドウィック       | ジョージメインS          | G1 | 芝1600m（Soft7）   | 09   | 02   | 07   | 01着 | 1:36.07 | 3/4馬身    | J.マクドナルド | 57.0 | （Riodini）          |
| 0000.10.02 | フレミントン         | ターンブルS              | G1 | 芝2000m（Soft5）   | 09   | 05   | 04   | 04着 | -       | 3馬身 1/2  | D.レーン       | 57.0 | Incentivise          |
| 0000.10.23 | ムーニーヴァレー     | コックスプレート         | G1 | 芝2040m（Soft5）   | 08   | 07   | 06   | 03着 | -       | 1馬身      | D.レーン       | 57.0 | State Of Rest        |
| 0000.11.02 | フレミントン         | メルボルンC              | G1 | 芝3200m（Good4）   | 23   | 18   | 04   | 01着 | 3:17.43 | 4馬身      | J.マクドナルド | 57.0 | （Incentivise）      |
| 2022.02.12 | ランドウィック       | アポロS                  | G2 | 芝1400m（Good4）   | 13   | 01   | 09   | 07着 | -       | 4馬身 1/2  | J.マクドナルド | 57.0 | Think It Over        |
| 0000.02.26 | ランドウィック       | チッピングノートンS      | G1 | 芝1600m（Heavy10） | 10   | 03   | 08   | 01着 | 1:39.64 | 短アタマ   | J.マクドナルド | 57.0 | （She's Ideel）      |
| 0000.03.19 | ローズヒルガーデンズ | ランヴェットS            | G1 | 芝2000m（Heavy9）  | 0６  | 04   | 05   | 02着 | -       | 2馬身      | J.マクドナルド | 57.0 | Montefilia           |
| 0000.04.09 | ランドウィック       | クイーンエリザベスS      | G1 | 芝2000m（Heavy）   | 09   | 07   | 06   | 05着 | -       | 6馬身 1/2  | J.マクドナルド | 57.0 | Think It Over        |
| 0000.08.21 | ドーヴィル           | ジャンロマネ賞           | G1 | 芝2000m（Good）    | 07   | 08   | 06   | 07着 | -       | 4馬身 3/4  | L.デットーリ   | 57.0 | Aristia              |

## 繁殖牝馬時代
引退後は北半球での交配を検討され、シーザスターズを有力な相手とした。アイルランドで繋養されることとなり、当初の予定通りに初年度はシーザスターズを付けて受胎した。
しかしながら2024年2月18日、出産時に伴う合併症により死亡。逆子出産となった結果であり、仔馬も命を落とした。
ベリーエレガントの死にウォーラーは「悲しいニュースを伝えるのは非常に残念」との声明を発表して哀悼の意を示した。主戦騎手として共にG1・9勝を挙げたマクドナルドは「信じられませんでした。本当のことだと思えなくて。感情的になることはほとんどないのですが、涙が出るのをこらえられませんでした。彼女にはかなり思い入れがありました。彼女は間違いなく、私の競馬人生において最高の日をもたらしてくれました。彼女は本当に偉大な馬で、いつも気持ちを込めて走ってくれる馬でした。特別な一頭です」とベリーエレガントへの思いを語った。共にG1・2勝を挙げているザーラは「ベリーエレガントでコーフィールドカップを初めて勝たせてもらいました。私にとっては特別な存在です。彼女は毎レース110パーセントの力を発揮していて、写真判定のような際どい勝負だと、どんな馬にも負けなかったでしょうね」と語った。

## 血統表
| ベリーエレガントの血統    | ベリーエレガントの血統          | ベリーエレガントの血統          | （血統表の出典）                | （血統表の出典） |
| 父系                      | サートリストラム系              | サートリストラム系              | サートリストラム系              |                  |
| 父 Zed 鹿毛 2002年        | 父の父Zabeel 鹿毛 1986年        | Sir Tristram                    | Sir Ivor                        | Sir Ivor         |
| 父 Zed 鹿毛 2002年        | 父の父Zabeel 鹿毛 1986年        | Sir Tristram                    | Isolt                           |                  |
| 父 Zed 鹿毛 2002年        | 父の父Zabeel 鹿毛 1986年        | Lady Giselle                    | Nureyev                         | Nureyev          |
| 父 Zed 鹿毛 2002年        | 父の父Zabeel 鹿毛 1986年        | Lady Giselle                    | Valderna                        |                  |
| 父 Zed 鹿毛 2002年        | 父の母Emerald Dream 鹿毛 1996年 | *デインヒル                     | Danzig                          | Danzig           |
| 父 Zed 鹿毛 2002年        | 父の母Emerald Dream 鹿毛 1996年 | *デインヒル                     | Razyana                         |                  |
| 父 Zed 鹿毛 2002年        | 父の母Emerald Dream 鹿毛 1996年 | Theme Song                      | Sackford                        | Sackford         |
| 父 Zed 鹿毛 2002年        | 父の母Emerald Dream 鹿毛 1996年 | Theme Song                      | Cotehele House                  |                  |
| 母 Opulence 青鹿毛 2005年 | 母の父Danroad 鹿毛 1999年       | *デインヒル                     | Danzig                          | Danzig           |
| 母 Opulence 青鹿毛 2005年 | 母の父Danroad 鹿毛 1999年       | *デインヒル                     | Razyana                         |                  |
| 母 Opulence 青鹿毛 2005年 | 母の父Danroad 鹿毛 1999年       | Strawberry Girl                 | Strawberry Road                 | Strawberry Road  |
| 母 Opulence 青鹿毛 2005年 | 母の父Danroad 鹿毛 1999年       | Strawberry Girl                 | Pay The Piper                   |                  |
| 母 Opulence 青鹿毛 2005年 | 母の母Mulan Magic 鹿毛 1999年   | King's Theatre                  | Sadler's Wells                  | Sadler's Wells   |
| 母 Opulence 青鹿毛 2005年 | 母の母Mulan Magic 鹿毛 1999年   | King's Theatre                  | Regal Beauty                    |                  |
| 母 Opulence 青鹿毛 2005年 | 母の母Mulan Magic 鹿毛 1999年   | Chalet Girl                     | Imposing                        | Imposing         |
| 母 Opulence 青鹿毛 2005年 | 母の母Mulan Magic 鹿毛 1999年   | Chalet Girl                     | Cotehele House                  |                  |
| 母系(F-No.)               | Crab Mare系(FN:F9-c)            | Crab Mare系(FN:F9-c)            | Crab Mare系(FN:F9-c)            |                  |
| 5代内の近親交配           | デインヒル3×3 Cotehele House4×4 | デインヒル3×3 Cotehele House4×4 | デインヒル3×3 Cotehele House4×4 |                  |
| 出典                      | 1.                              | 1.                              | 1.                              | 1.               |

- Mumtaz Mahal牝系の出身。
- 近親はムムタズマハル (競走馬)#コーテッサ系を参照。